# Gynautocera papilionaria
Gynautocera papilionaria är en fjärilsart som beskrevs av Guérin-meneville 1831. Gynautocera papilionaria ingår i släktet Gynautocera och familjen bastardsvärmare. Inga underarter finns listade i Catalogue of Life.